# Saint-Brais
Saint-Brais is een gemeente en plaats in het Zwitserse kanton Jura, en maakt deel uit van het district Franches-Montagnes. Saint-Brais telt 224 inwoners.

## Geboren
- Marie-Marthe Brahier (1672-1759), moeder-overste